# کابول (میزوری)
کابول (به انگلیسی: Cabool) یک شهر در ایالات متحده آمریکا است که در شهرستان تگزاس، میزوری واقع شده‌است. کابول ۱۰٫۱۰ کیلومتر مربع مساحت و ۲٬۱۴۷ نفر جمعیت دارد و ۳۹۱ متر بالاتر از سطح دریا قرار دارد.